# Raoul Koczalski
Raoul Koczalski, poljski skladatelj, dirigent in pianist, * 3. januar 1884, Varšava, Poljska, † 24. november 1948, Poznan, Poljska.
Glasbo je študiral v Lvovu. Kot pianist je nastopal po Evropi in je slovel kot izjemen Chopinov interpret. Nastopil je tudi v Ljubljani, kjer so zaradi njegovega vpliva v sezoni 1934/35 krstili opero Zemruda. Ob uprizoritvi je skladatelj priznal, da mu je ljubljanski operni teater dal prav vse, kar je mogel.

## Delo
Bil je vsestranski skladatelj, saj je ustvarjal opere (Rymond, Mazepa, Pokora, ...), balete, klavirske skladbe, simfonije ...